# Svagaste länken
Svagaste länken (eng The Weakest Link) är ett frågesportsformat i TV, ursprungligen från Storbritannien, där programledaren Anne Robinson blivit känd för sin ibland hånande attityd mot deltagarna. Programmet har sedan det dök upp i Storbritannien år 2000 spridits till över 40 länder, och är förutom Vem vill bli miljonär? det programformat som sålts till flest länder i världen.

## Versioner

### Tidigare USSR länder

#### Azerbajdzjan
I Azerbajdzjan finns det i en version kallad "Zəif Bənd", visas genom de ledande TV av Kamila Babayeva. Premiären ägde rum i september 2004. Det högsta priset är 100 000 000 gamla Manats (20 000 nya Manats).

#### Georgien
Georgiska versionen heter "სუსტი რგოლი" och publicerades 2007, på kanalen Rustavi 2.

#### Estland
Den estniska versionen heter "Nõrgim Lüli" och började sändas 2004, på kanal 2. Det högsta priset var 500 000 EEK. Det leddes av Tuuli Roosma.

#### Ryssland
I Ryssland kallades programmet "Слабое Звено". Ursprungligen leddes det av Maria Kiselyova, och visades på ORT. Det högsta priset var руб400000. Programmet avbröts under 2005. Re-ZDTV Petersburg-5 började sända programmet 2007, skrivet av Nikolaj Fomenko. Från den 14 februari 2020 återupptogs på kanalen Mir.

### Finland
Finska versionen heter "Heikoin lenkki". Det började 2002 och slutade 2005. Presentatör var Kirsi Salo.

### Sverige
I Sverige hade programmet premiär på Sjuan måndagen 31 oktober 2011, med Kajsa Ingemarsson som programledare. 60-minutersprogrammet sänds måndag, tisdag, onsdag och torsdag klockan 19:00 med repriser 03:00 och 11:00 dagen efter. Ibland går den även i repris på TV4 klockan 18:00. Inspelningarna för säsong 1 skedde i SVT:s dramahus vid Frihamnen i Stockholm.